# パリ・サンジェルマンFCの選手一覧
パリ・サンジェルマンFCの選手一覧は、パリ・サンジェルマンFCに所属している選手・監督・コーチの一覧。

## 現役選手・監督
在籍年と前所属を併記。

### スタッフ
2023年7月6日現在
| 役職 | 名前             | 在籍年  | 前職               | 備考 |
| 監督 | ルイス・エンリケ | 2023年- | スペイン代表：監督 |      |

### 選手
2023年9月14日現在
| Pos | No. | 選手名                     | 在籍年  | 前所属                             | 備考             |
| GK  | 01  | ケイロル・ナバス           | 2019年- | レアル・マドリード                 | コスタリカ代表   |
| GK  | 16  | セルヒオ・リコ             | 2020年- | セビージャFC                       | 元スペイン代表   |
| GK  | 80  | アルナウ・テナス           | 2023年- | FCバルセロナ                       | U-21スペイン代表 |
| GK  | 90  | アレクサンドル・ルトゥリエ | 2020年- | パリ・サンジェルマンFCユースチーム |                  |
| GK  | 99  | ジャンルイジ・ドンナルンマ | 2021年- | ACミラン                           | イタリア代表     |
| DF  | 02  | アクラフ・ハキミ           | 2021年- | インテル・ミラノ                   | モロッコ代表     |
| DF  | 03  | プレスネル・キンペンベ     | 2014年- | パリ・サンジェルマンFCユースチーム | フランス代表     |
| DF  | 05  | マルキーニョス             | 2013年- | ASローマ                           | ブラジル代表     |
| DF  | 21  | リュカ・エルナンデス       | 2023年- | FCバイエルン・ミュンヘン           | フランス代表     |
| DF  | 25  | ヌーノ・メンデス           | 2021年- | スポルティングCP                   | ポルトガル代表   |
| DF  | 26  | ノルディ・ムキエレ         | 2022年- | RBライプツィヒ                     | フランス代表     |
| DF  | 32  | レイヴァン・クルザワ       | 2015年- | ASモナコ                           | 元フランス代表   |
| DF  | 37  | ミラン・シュクリニアル     | 2023年- | インテル・ミラノ                   | スロバキア代表   |
| MF  | 04  | マヌエル・ウガルテ         | 2023年- | スポルティングCP                   | ウルグアイ代表   |
| MF  | 08  | ファビアン・ルイス         | 2022年- | SSCナポリ                          | スペイン代表     |
| MF  | 15  | ダニーロ・ペレイラ         | 2020年- | FCポルト                           | ポルトガル代表   |
| MF  | 17  | ヴィティーニャ             | 2022年- | FCポルト                           | ポルトガル代表   |
| MF  | 19  | イ・ガンイン               | 2023年- | マジョルカ                         | 韓国代表         |
| MF  | 27  | シェール・エンドゥール     | 2023年- | SLベンフィカB                      | U-21イタリア代表 |
| MF  | 28  | カルロス・ソレール         | 2022年- | バレンシアCF                       | スペイン代表     |
| MF  | 33  | ワレン・ザイール＝エムリ   | 2022年- | パリ・サンジェルマンFCユースチーム | フランス代表     |
| FW  | 07  | キリアン・エムバペ         | 2017年- | ASモナコ                           | フランス代表     |
| FW  | 09  | ゴンサロ・ラモス           | 2023年- | SLベンフィカ                       | ポルトガル代表   |
| FW  | 10  | ウスマン・デンベレ         | 2023年- | FCバルセロナ                       | フランス代表     |
| FW  | 11  | マルコ・アセンシオ         | 2023年- | レアル・マドリード                 | スペイン代表     |
| FW  | 23  | ランダル・コロ・ムアニ     | 2023年- | フランクフルト                     | フランス代表     |
| FW  | 29  | ブラッドリー・バルコラ     | 2023年- | オリンピック・リヨン               | U-21フランス代表 |
| FW  | 44  | ウーゴ・エキティケ         | 2022年- | スタッド・ランス                   | U-20フランス代表 |

## 歴代所属選手

### GK
| - ドミニク・バラテリ (1978-1985) - ジョエル・バツ (1985-1992) - ベルナール・ラマ (1992-1997) - リオネル・レティジ (2000-2006) - ミカエル・ランドロー (2006-2009) - グレゴリー・クーペ (2009-2011) - サルヴァトーレ・シリグ (2011-2017) | - アルフォンス・アレオラ (2012-2022) - マイク・メニャン (2013-2015) - ケヴィン・トラップ (2015-2019) - ジャンルイジ・ブッフォン (2018-2019) - ケイラー・ナバス (2019-2024) - アレクサンドル・ルトゥリエ (2020-) - セルヒオ・リコ (2020-2024) - ジャンルイジ・ドンナルンマ (2021-) - アルナウ・テナス (2023-) |

### DF
- ウンベルト・コエリョ (1975-1977)
- ラモン・エレディア (1977-1979)
- レイモン・ドメネク (1981-1982)
- ジェラール・ジャンヴィオン (1983-1989)
- イヴォン・ル・ルー (1989-1990)
- ジョスリン・アングロマ (1990-1991)
- アントワーヌ・コンブアレ (1990-1995)
- リカルド・ゴメス (1991-1995)
- アラン・ロシュ (1992-1998)
- ブリュノ・ヌゴッティ (1995-1998)
- ハビブ・ベイェ (1997-1998)
- パトリス・エヴラ (1997-1998)
- クリスティアン・ヴェアンス (1998-1999)
- イーゴリ・ヤノフスキー (1998-2001)
- マウリシオ・ポチェッティーノ (2001-2003)
- マリオ・ジェペス (2004-2008)
- ソル・バンバ (2004-2006)
- タラール・エル＝カルクーリー (1999-2004)
- ガブリエル・エインセ (2001-2004)
- クリストバル・パラーロ (2001-2003)
- ダヴィド・ロゼフナル (2005-2007)
- ズマナ・カマラ (2007-2015)
- ディエゴ・ルガーノ (2011-2013)
- ママドゥ・サコー (2007-2013)
- マクスウェル (2012-2017)
- グレゴリー・ファン・デル・ヴィール (2012-2016)
- チアゴ・シウヴァ (2012-2020)
- リュカ・ディニュ (2013-2016)
- マルキーニョス (2013-)
- ダヴィド・ルイス (2014-2016)
- セルジュ・オーリエ (2014-2015, 2015-2017)
- プレスネル・キンペンベ (2014-)
- レイヴァン・クルザワ (2015-)
- トーマス・ムニエ (2016-2020)
- ユーリ・ベルチチェ (2017-2018)
- ダニエウ・アウヴェス (2017-2019)
- ティロ・ケーラー (2018-2022)
- ティモテー・ペンベレ (2020-2023)
- アクラフ・ハキミ (2021-)
- セルヒオ・ラモス (2021-2023)
- ヌーノ・メンデス (2021-)
- ミラン・シュクリニアル (2023-)
- リュカ・エルナンデス (2023-)

### MF
| - ムスタファ・ダレブ (1974-1984) - ルイス・フェルナンデス (1978-1986) - オズワルド・アルディレス (1982-1983) - サフェト・スシッチ (1982-1991) - ジェラール・ジャンヴィオン (1983-1989) - レイ・ウィルキンス (1987) - ガブリエル・カルデロン (1987-1990) - ダニエル・ブラヴォ (1989-1996) - ポール・ル・グエン (1991-1998) - バウド (1991-1995) - ライー (1992-1998) - ヴァンサン・ゲラン (1992-1998) - ダヴィド・ジノラ (1992-1995) - レオナルド (1996-1997) - オーガスティン・オコチャ (1998-2002) - セリム・ベナシュール (1998-2005) - ヴァンペッタ (2001) - オシン・ラグ (2001-2006) - ロナウジーニョ (2001-2003) - ロリック・カナ (2002-2005) - フアン・パブロ・ソリン (2003-2004) - モデスト・エムバミ (2003-2006) - ハカン・ヤキン (2003) - ジェローム・ロタン (2004-2010) - セルゲイ・セマク (2005-2006) | - クリスティアン・ロドリゲス (2005-2008) - マルセロ・ガジャルド (2007) - クロード・マケレレ (2008-2011) - ステファン・セセニョン (2008-2011) - ネネ (2010-2013) - モハメド・シソッコ (2011-2013) - ブレーズ・マテュイディ (2011-2017) - ハビエル・パストーレ (2011-2018) - マルコ・ヴェッラッティ (2012-2023) - ティアゴ・モッタ (2012-2018) - アドリアン・ラビオ (2012-2019) - デビッド・ベッカム (2013) - ルーカス (2013-2018) - ロマン・アブラン (2014-2017) - セッシ・ダルメイダ (2015-2016) - アンヘル・ディ・マリア (2015-2022) - クリストファー・エンクンク (2015-2019) - グジェゴシュ・クリホビアク (2016-2019) - ジオヴァニ・ロ・チェルソ (2016-2019) - ハテム・ベン・アルファ (2016-2018) - ユリアン・ドラクスラー (2017-2023) - ラッサナ・ディアッラ (2018-2019) - レアンドロ・パレデス (2019-2023) - アレッサンドロ・フロレンツィ (2020-2021) - ダニーロ・ペレイラ (2020-2024) - ラフィーニャ (2020-2022) - ヴィティーニャ (2022-) - カルロス・ソレール (2022-) - ワレン・ザイール＝エムリ (2022-) - シェール・エンドゥール (2023-2025) - マヌエル・ウガルテ (2023-2024) - イ・ガンイン (2023-) |

### FW
| - カルロス・ビアンチ (1977-1979) - ドミニク・ロシュトー (1980-1987) - ヴァイッド・ハリルホジッチ (1986-1987) - ズラトコ・ヴヨヴィッチ (1989-1991) - パトリック・エムボマ (1990-1997) - ジョージ・ウェア (1992-1995) - ベルナール・アルー (1994-1997) - フリオ・デリー・バルデス (1995-1997) - ユーリ・ジョルカエフ (1995-1996) - パトリス・ロコ (1995-1998) - ニコラ・アネルカ (1996-1997) - マルコ・シモーネ (1997-1999) - マルコ・パンテリッチ (1997-1998) - ペドロ・パウレタ (2003-2008) - ヴェダド・イビシェヴィッチ (2004-2005) - ボナベントゥル・カルー (2005-2007) - マテヤ・ケジュマン (2008-2009, 2009-2010) | - ギョーム・オアロ (2008-2012) - リュドヴィク・ジュリ (2008-2011) - メブリュト・エルディンチ (2009-2012) - ネネ (2010-2013) - ケヴィン・ガメイロ (2011-2013) - ジェレミー・メネス (2011-2014) - ズラタン・イブラヒモビッチ (2012-2016) - エセキエル・ラベッシ (2012-2016) - エディンソン・カバーニ (2013-2020) - エルヴァン・オンジェンダ (2013-2017) - ヘセ・ロドリゲス (2016-2020) - ネイマール (2017-2023) - キリアン・エムバペ (2017-2018, 2018-) - マウロ・イカルディ (2019-2020, 2020-2023) - モイーズ・キーン (2020-2021) - リオネル・メッシ (2021-2023) - マルコ・アセンシオ (2023-) - ゴンサロ・ラモス (2023-) - ウスマン・デンベレ (2023-) - ランダル・コロ・ムアニ (2023-) - ブラッドリー・バルコラ (2023-) |